# 云南翅子树
云南翅子树（学名：Pterospermum yunnanense）为梧桐科翅子树属下的一个种。其种加词“yunnanense”意为“云南的”。